# Palazzo Ducale (Mantova)

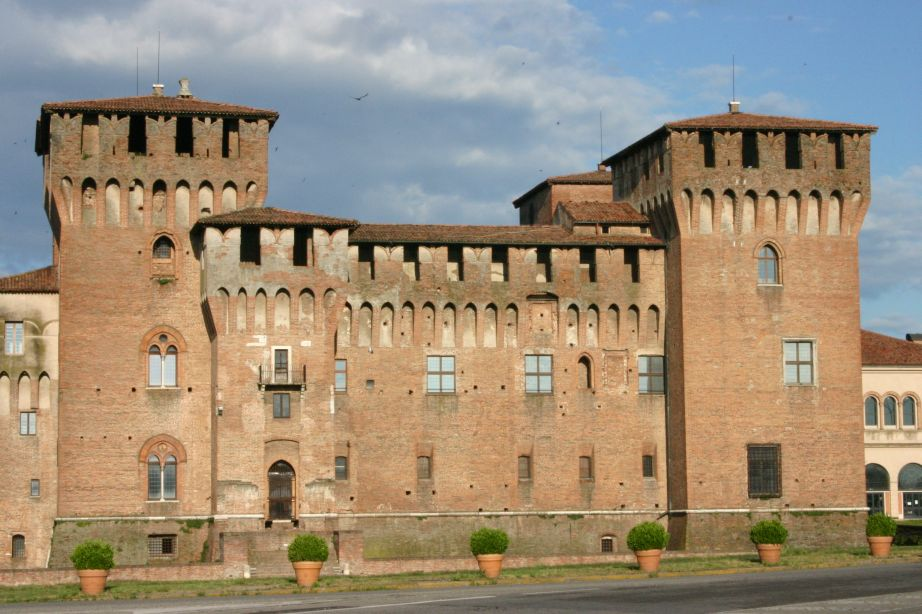
Castello San Giorgio

Palazzo Ducale (Vévodský palác) v Mantově je skupina budov, vybudovaných mezi 14. a 17. stoletím místní vladařskou rodinou Gonzagů a sloužící v té době jako sídlo ústřední správy Mantovského vévodství. Budovy jsou propojeny chodbami a galeriemi a doplněny nádvořími a zahradami. Je zde mnoho umělecky a architektonicky cenných prvků, zejména Mantegnovy fresky ve Svatební komnatě (Camera degli Sposi).
Gonzagové zde žili v letech 1328 až 1707, kdy rod vymřel a komplex budov začal chátrat. Ve 20. století byl palác rekonstruován a nyní slouží jako muzeum.